# Encope micropora
Encope micropora är en sjöborreart som beskrevs av L. Agassiz 1841. Encope micropora ingår i släktet Encope och familjen Mellitidae. Inga underarter finns listade i Catalogue of Life.